# Andrija Marjanović
Andrija Marjanović (in serbo Андрија Марјановић?; Niš, 14 gennaio 1999) è un cestista serbo.

## Palmarès

### Squadra
- Lega Adriatica U-19: 1

Mega Basket: 2017-18

### Individuale
- Quintetto ideale della Juniorska ABA Liga: 1

Mega Basket: 2017-18